# Plasmolyse

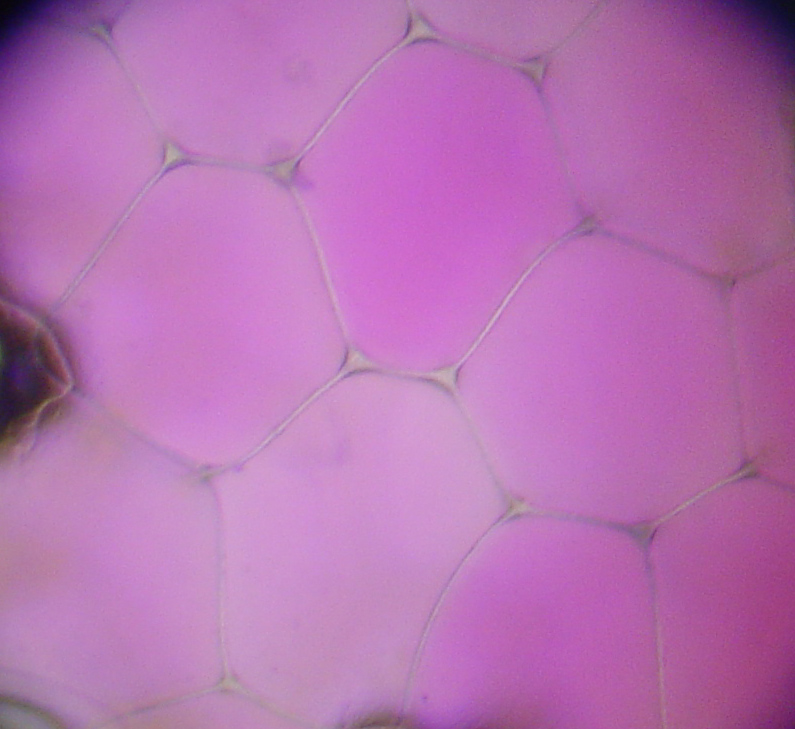
Cellules végétales (épiderme deTradescantia spathacea) avant la plasmolyse...

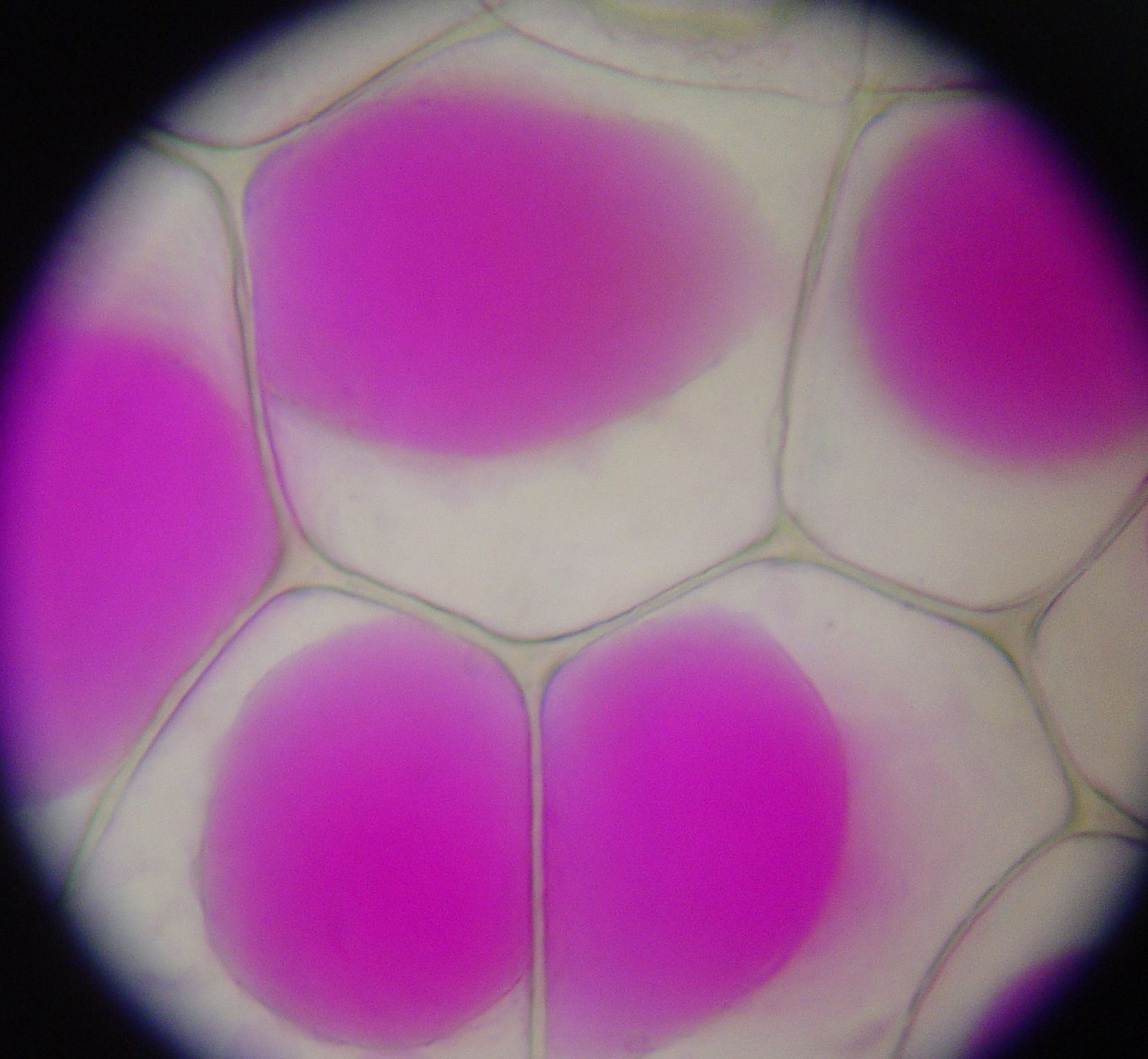
...et après.

La plasmolyse est le décollement de la membrane plasmique de la paroi cellulosique à la suite de la perte d'eau de l'intérieur de la cellule. Cela étant fait pour équilibrer l'intérieur et l'extérieur de la cellule.
La plasmolyse est l'état cellulaire résultant d'une perte d'eau par une cellule végétale ou animale, stockée notamment dans des vacuoles. Elle est provoquée par le phénomène d'osmose qui se produit en cas de différence de concentrations des milieux intra- et extracellulaires. Par exemple dans un milieu hypertonique la concentration est plus grande à l'extérieur qu'à l'intérieur de la cellule, cette dernière va donc être plasmolysée : une partie de l'eau que contient sa vacuole va migrer vers le milieu extracellulaire.

## Plasmolyse de la cellule végétale
Lorsque la cellule végétale est placée dans un milieu très concentré, elle entre en plasmolyse. Entre autres, elle perd de l'eau par diffusion libre au travers des membranes, la vacuole se « dégonfle ». La membrane plasmique se décolle de la paroi pectocellulosique beaucoup plus rigide qui, elle, reste en place, sauf au niveau des plasmodesmes. À l'échelle de l'organisme, la plante devient molle. Si cet état dure trop longtemps, les cellules meurent.

## Plasmolyse de la cellule animale

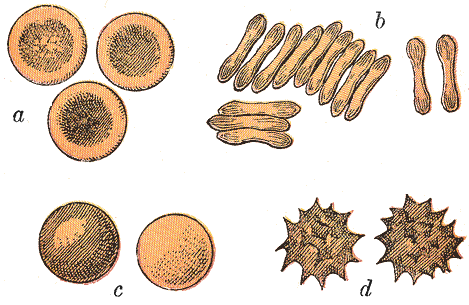
Globules rouges : a. Vus depuis la surface. b. Vus de profil formant des rouleaux. c. Rendus sphérique par une solution hypotonique. d. Rendus crénelés par une solution hypertonique.

Une cellule animale ne possède pas de paroi pectocellulosique contrairement aux cellules végétales, ainsi son volume diminue en milieu hypertonique. Au contraire, si elle est « cultivée » dans un milieu trop fortement hypotonique, elle risque d'éclater (expériences sur l'hémoglobine par exemple, voir hémolyse).
Théoriquement, le terme « plasmolyse » ne peut pas être employé pour des cellules animales car elles ne possèdent pas de paroi cellulaire. On dira plutôt qu'elles ont un aspect crénelé (en forme de feuille d'acanthe).